# حاشیه نشینی در اصفهان

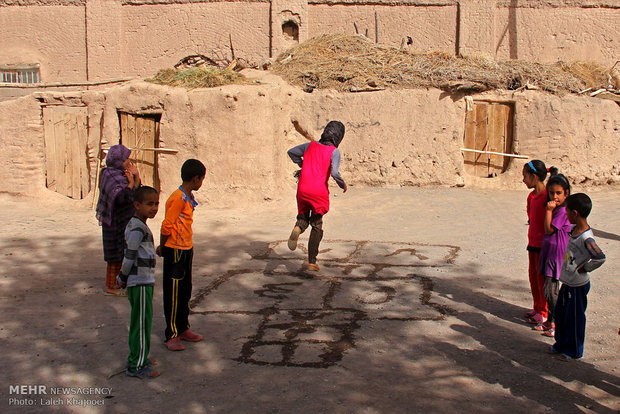
حاشیه نشینی در اصفهان

محله‌های حاشیه‌نشین اصفهان  شامل محله‌های حصه، دارک زینبیه، زینبیه، جلوان، وازیچه،  جوی‌آباد (جوغباد) و ارزنان زینبیه می‌باشد. این محله‌ها به محله‌های ارزان‌قیمت، محله‌های پایین شهر با ناهنجاری‌های اجتماعی معروف هستند.

## زینبیه
محله زینبیه (با نام قدیم ارزنان) در محدوده شمال شرقی شهر اصفهان واقع شده است. این محله از جنوب به خیابان عاشق اصفهانی و میدان جوان و از غرب به میدان عاشق اصفهانی و خیابان زینبیه محدود شده است و با محله‌های باتون، عمان سامانی، دارک، شهرک امام حسین مجاورت دارد. امروزه زینبیه یکی از مناطق شهری اصفهان محسوب می‌شود. همچنین زینبیه دارای مردمی با گویش‌های مختلف (لُر، ترک، عرب، کرد ، بلوچ ، عراقی) می‌باشد که اکثراً از مناطق کشور عراق و فریدن و خوزستان به این منطقه مهاجرت کرده‌اند. محله زینبیه به علت بافت قدیمی دارای کوچه‌های پیچ خورده و باریک است.
حرم زینب بنت موسی ابن جعفر، از اماکن مذهبی مهم اصفهان در این محله واقع شده است.

## محله حصه
دارای بافت قدیمی و کوچه‌های باریک و پیچ‌خورده است که به دليل پدیده اوقاف و وقفی بودن زمین‌ها قیمت مسکن در این محل ارزان است.

## جِلوان
جلوان یکی از روستاهای حاشیه نشین شهرستان اصفهان در استان اصفهان ایران است. این روستا در دهستان قهاب شمالی از توابع بخش مرکزی شهرستان اصفهان قرار دارد.
جلوان در حاشیه انتهای شمال غربی شهر اصفهان قرار گرفته‌است. بر اساس سرشماری سال ۱۳۸۵، جمعیت این روستا ۱٬۰۸۳ نفر (۲۸۶ خانوار) بوده‌است. بیش از شصت درصد جمعیت مذکور را غیر بومیان مهاجر تشکیل داده‌اند.

## جوی‌آباد(جوغباد)
محله جوی‌آباد جدید که با نام محلی جوغباد شناخته می‌شود دارای ساکنان لر و بختیاری است. جوی آباد(جوغباد) به همراه محله حصه و زینبیه و وازیچه و دارک به مواد مخدر و سایر ناهنجاریهای اجتماعی معروف هستند.